# Pronghorn
Pronghorn es un lugar designado por el censo ubicado en el condado de Deschutes en el estado estadounidense de Oregón. En el año 2010 tenía una población de 34 habitantes.

## Geografía
Pronghorn se encuentra ubicado en las coordenadas 44°11′17″N 121°10′53″O / 44.18806, -121.18139.